# Eris illustris
Eris illustris là một loài nhện trong họ Salticidae.
Loài này thuộc chi Eris. Eris illustris được Carl Ludwig Koch miêu tả năm 1846.